# We're the stars
「We're the stars」（ウィアー・ザ・スターズ）は、 愛美の4枚目のシングル。2013年2月27日にポニーキャニオンから発売された。

## 概要
前作「Link」から約7ヶ月ぶりのリリースとなる2013年1作目のシングル。表題曲「We're the stars」は、テレビアニメ『FAIRY TAIL』のエンディングテーマに起用された。

## チャート成績
2013年3月11日付のオリコン週間シングルチャートで156位を獲得。推定売上枚数は402枚を記録し、前作から1674枚減少した。

## 収録曲
| 全作詞: 森由里子。 |                                   |           |            |      |
| #                  | タイトル                          | 作詞      | 作曲・編曲 | 時間 |
| 1.                 | 「We're the stars」               | 森由里子  | Yu-pan.    | 4:22 |
| 2.                 | 「We can do it」                  | 森由里子  | 高橋菜々   | 3:26 |
| 3.                 | 「We're the stars」(Instrumental) | 森由里子  |            | 4:20 |
| 4.                 | 「We can do it」(Instrumental)    | 森由里子  |            | 3:23 |
| 合計時間:          | 合計時間:                         | 合計時間: | 15:31      |      |